# Baños públicos (historia)

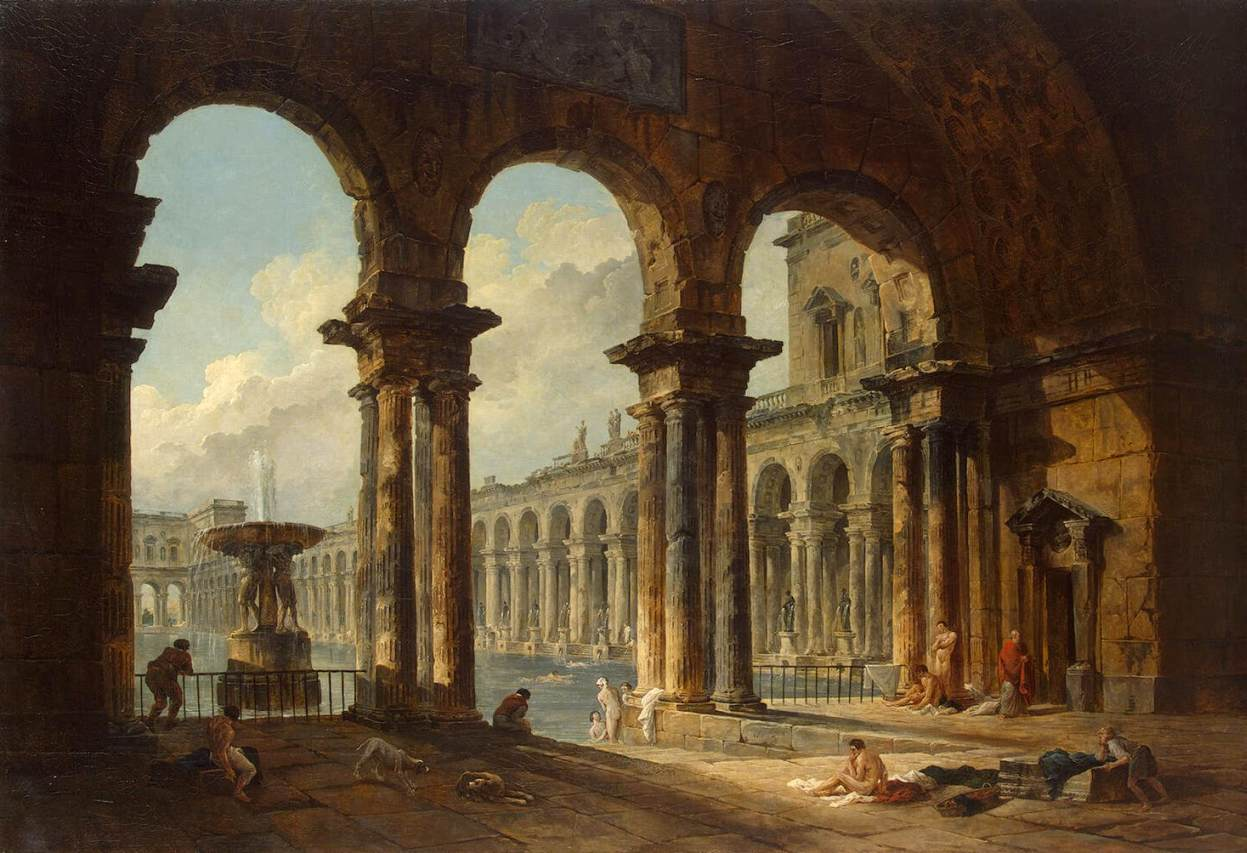
Antiguas ruinas usados como baños públicos, por Hurbert Robert (1798).

Los baños públicos surgieron a partir de una necesidad histórica común de higiene, cuando la mayoría de la población no contaba con acceso a agua o a  bañarse en instalaciones privadas. 
En este contexto, los baños públicos se refieren no solo a sitios para bañarse, sino también incluye saunas, masajes y terapias de relajación, comparables a los spas modernos. 
A menudo el término público puede llevar a confusión, ya que existen restricciones sobre quiénes pueden utilizarlos — por ejemplo, miembros de la élite de una cultura, exclusivamente hombres, solo religiosos, etc. A medida que la sociedad ha avanzado, los baños públicos han sido menos comunes, ya que es posible ahora disponer de aseos privados. En muchos casos, los baños públicos antiguos se han incorporado a la estructura social siendo ahora 'puntos de encuentro'.

## Culturas y países

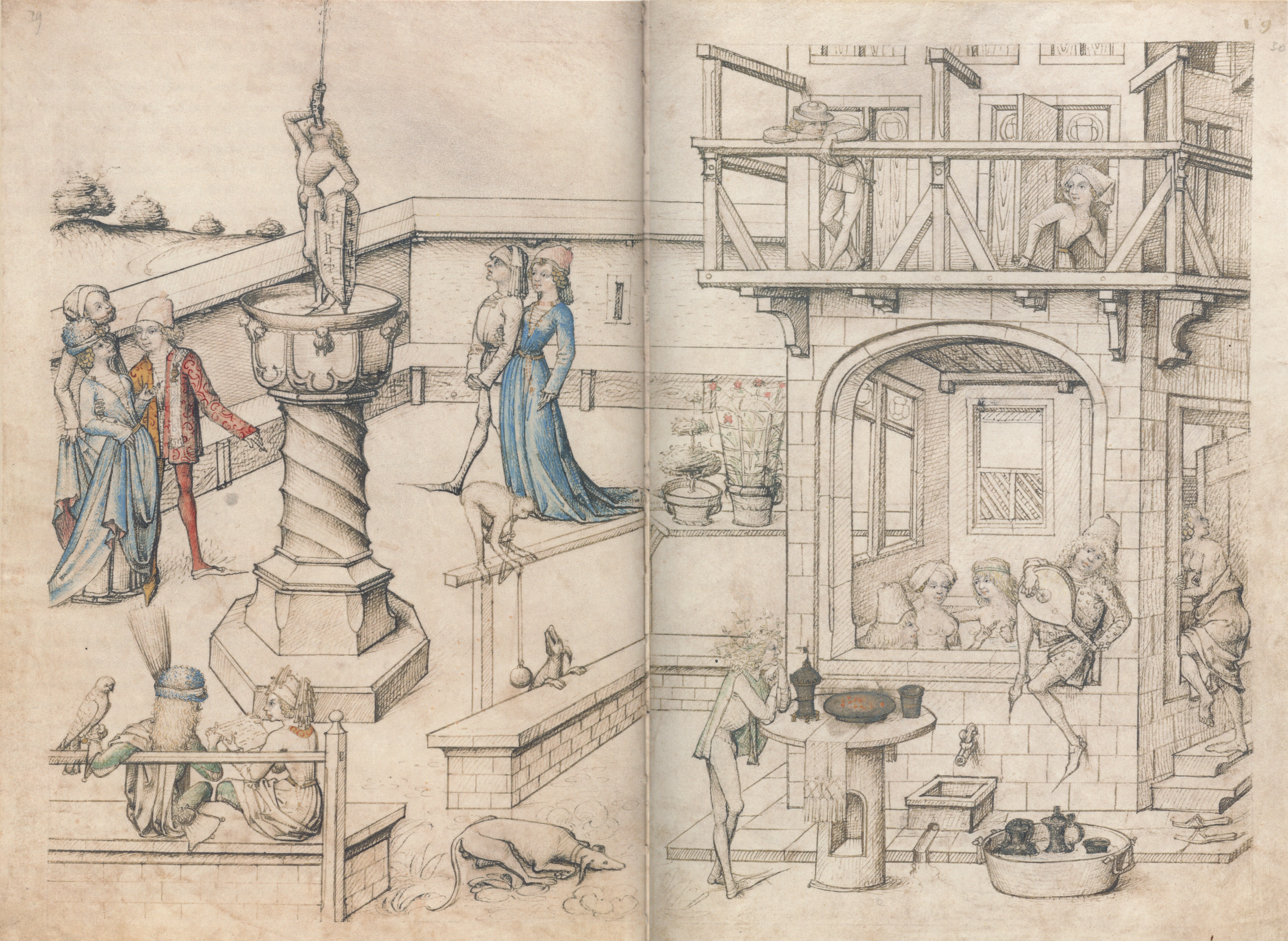
Antiguos baños,

### India
Los primeros baños públicos se fundaron en las ruinas de la civilización de la cultura del Valle del Indo. Según John Keay, el "Gran Baño de Mohenjo Daro" fue el lugar de «una modesta piscina municipal», llena de escaleras que bajaban, cada una, hasta el agua. El baño se encontraba dentro de un gran y majestuoso edificio que se utilizaba para el baño público.

### Grecia
Françoise de Bonneville escribió lo siguiente en El libro del Baño; "la historia de los baños públicos comenzó en Grecia en el siglo XI a. C., donde los hombres y mujeres se lavaban en emplazamientos cercanos a los lugares de ejercicio físico e intelectual. Más tarde los gimnasios tuvieron bañeras interiores situadas en la parte superior, leones con las fauces abiertas abrían el paso a las duchas, y piscinas circulares con hileras de peldaños para descansar. El baño pasó a ser un rito, se convirtió en arte  baños de arena, agua caliente, "baños de vapor" con aire caliente en una bóveda oscura, cascadas frías, masajes con aceites aromáticos. Las ciudades de toda la Antigua Grecia honraban los sitios donde «jóvenes mancebos se levantaban y echaban agua sobre sus cuerpos».

### Roma
La primera terma pública del 19 a. C. tenía una rotonda de 25 metros de diámetro, rodeada de habitaciones pequeñas, situada en un parque con un río artificial y una piscina. Hacia el 300 d. C. las Termas de Diocleciano cubrían 140 000 m², su granito y pórfido albergaban 3.000 bañistas al día. Los baños romanos se convirtieron en "algo a medio camino entre un centro acuático y un parque temático," con piscinas, baños calientes y templados, salas de juegos y deportes, jardines para pasear, e incluso bibliotecas públicas y teatros. Uno de los baños públicos más famosos es Aquae Sulis en Bath, Inglaterra. A pequeña escala las tenían privadas las mansiones de los más acomodados. A lo largo de todo el imperio romano cada pueblo y ciudad tenía una terma como mínimo y en Roma, la capital, llegó a haber 800.